# Cida Gonçalves
Cida Gonçalves, née en 1962 à Clementina, est une militante féministe et femme politique brésilienne. Elle est ministre de la Femme dans le troisième gouvernement de Lula depuis le 1er janvier 2023. 
Militante féministe historique, elle est également publiciste et consultante politiques publiques sur le genre et la violence contre les femmes. Elle a également été conseillère et secrétaire nationale contre la violence contre les femmes sous les gouvernements de Lula et Dilma Rousseff.

## Biographie

### Militante féministe
Cida Gonçalves est diplômée en publicité et propagande. Également militante féministe, elle coordonne la fondation du « Central dos Movimentos Populares » (Centre de mouvement populaire). Elle est aussi conseillère à la Coordination des femmes du Département de l'assistance sociale, de la citoyenneté et du travail du Mato Grosso do Sul sous l'une des administrations du gouverneur Zeca du PT (pt), au début des années 2000.
Engagée au Parti des travailleurs depuis sa fondation en 1980, elle est candidate avec le parti pour les élections constituantes de 1986, mais n'est pas élue. Elle se présente ensuite comme conseillère dans la capitale du Mato Grosso do Sul, Campo Grande avec le PT en 1988 et 2000, mais n'est pas élue. 
Elle fut également secrétaire nationale des politiques pour les femmes et contre la violence contre les femmes auprès de la présidence de la République partir de 2003, et sous les différents gouvernements des deux présidents de gauche Lula et Dilma Rousseff.
Au cours de cette fonction de secrétaire nationale, elle est connue pour avoir eu un rôle décisif dans la création et l'adoption de la loi Maria da Penha en 2006, articulant les mouvements sociaux avec le Congrès national afin de permettre l'approbation de la loi. Cette loi est considérée par les Nations Unies comme l'une des trois meilleures au monde concernant la violence contre les femmes.
Récemment, elle a travaillé comme consultante sur les politiques publiques de lutte contre la violence domestique, proposant des ateliers pour les mairies et gouvernements des États à travers le Brésil. 

### Ministre des Femmes
Cida Gonçalves est nommée membre de l'équipe du gouvernement de transition de Lula en novembre 2022.
Le 22 décembre 2022, elle est nommée ministre de la Femme dans le troisième gouvernement de Lula. Elle prend ses fonctions le 1er janvier 2023.
Le 3 janvier, lors de la cérémonie officielle de sa prise de fonction, elle déclare dans son discours que le nouveau gouvernement et son ministère porteront une « défense radicale de la garantie des droits des femmes ». Le même jour, lors d'une interview à CNN Brésil, Cida Gonçalves déclare qu'elle défendrait l'avortement légal à son ministère, une réponse indirecte aux multiples déclarations de Jair Bolsonaro et à la législation brésilienne actuelle qui ne permet l'avortement uniquement en cas de viol, de mise en danger de la femme, ou si le fœtus souffre d'anencéphalie.